# Bande des 6 mm
La bande des 47 GHz  désignée aussi par sa longueur d'onde: 6 millimètres, est une bande du service radioamateur destinée à établir des radiocommunications de loisir. Cette bande est utilisable en permanence pour le trafic radio local.

## La bande des 6 millimètres dans le monde
- la bande des 6 millimètres s'étend de 47.000 à  47.200 GHz [1].

## La manœuvre d’une stationradioamateur
Pour manœuvrer une station radioamateur dans cette bande, il est nécessaire de posséder un Certificat d'opérateur du service amateur de classe HAREC .

## Répartition des fréquences de la bande 47 à  47.2 GHz enFrance
| Fréquences en GHz | Utilisations radioamateur et autres services et modes           |
| ----------------- | --------------------------------------------------------------- |
| 47.000 à 47.088   | Radioamateurs tous modes                                        |
| 47.088            | Fréquence internationale d’appel avec équipements larges bandes |
| 47.088 à 47.0888  | Radioamateurs tous modes                                        |
| 47.0888à 47.089   | Balises, Radioamateurs tous modes                               |
| 47.089 à 47.200   | Radioamateurs tous modes                                        |

## Les antennes
Les antennes les plus utilisées sur cette bande :
- Antenne parabolique de petite taille ;
- Antenne cornet.

## La propagation locale

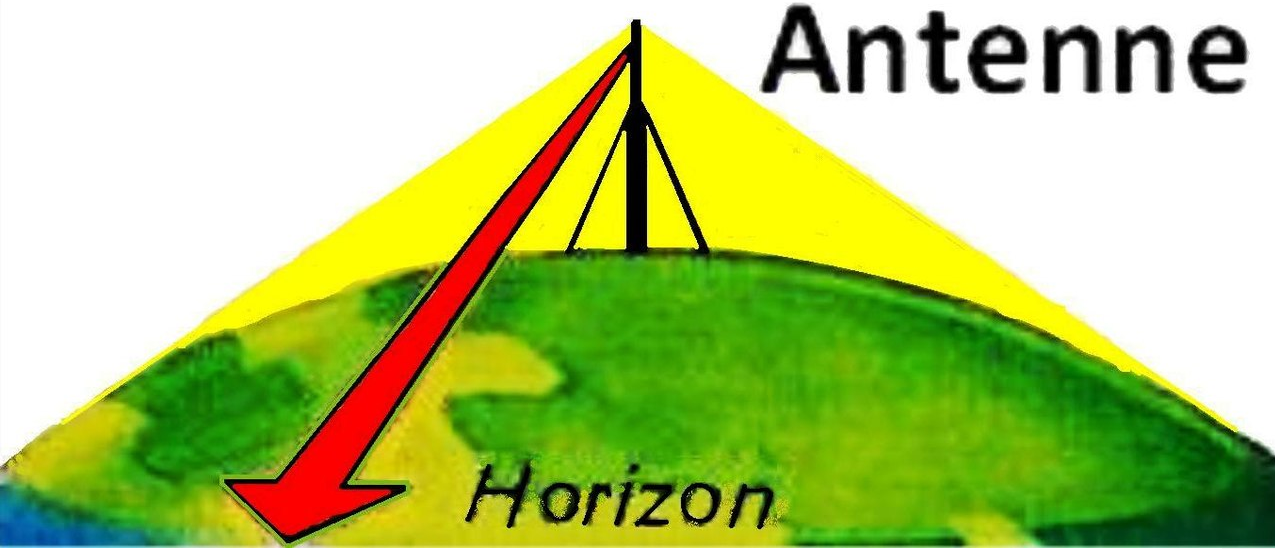
Propagation locale sur la bande EHF

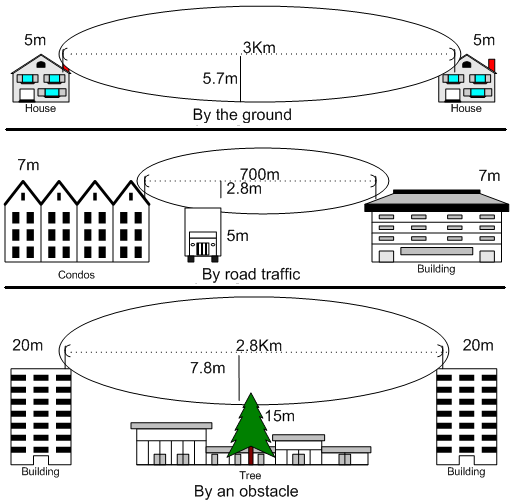
Propagation locale sur la bande EHF

La propagation est dans une zone de réception directe (quelques kilomètres) en partant de l’émetteur. 
- La propagation est comparable à celle d’un rayon lumineux.
- Les obstacles sur le sol prennent une grande importance.

## La propagation au-delà de l’horizon
Cependant on observe des réceptions sporadiques à grande distance :
- Très bonnes réflexions sur les aéronefs vers toutes les stations EHF en vue directe de cet aéronef ;
- Très bonnes réflexions sur des bâtiments vers toutes les stations EHF en vue directe de ces bâtiments : (Tour Eiffel, Tour Montparnasse, etc. ;
- Réflexion volontaire sur la lune vers tous pays en vue directe de cet astre (sans couverture nuageuse) ;
- Diffusion sur les nuages de pluie (rain scatter) ;
- Diffusion et réfraction atmosphérique en fonction de certaines conditions.